# 아키쓰역 (도쿄도)
아키쓰역(일본어: 秋津駅, あきつえき)은 일본 도쿄도 히가시무라야마시에 있는 세이부 철도 이케부쿠로 선의 철도역이다.
이 역은 JR 동일본 무사시노 선 신아키쓰역과 환승(걸어서 5분정도)이 가능한 역이다.

## 타는 곳
| ↑ 기요세     |
| 2 \| 1       |
| 도코로자와 ↓ |

| 1 | ■ 이케부쿠로 선 | 도코로자와·고테사시·이루마 시·한노 방면                                                     |
| 2 | ■ 이케부쿠로 선 | 히바리가오카·샤쿠지이 공원·네리마·이케부쿠로· ○유라쿠초 선 신키바·○ 후쿠토신 선 시부야 방면 |

## 출구 정보
- 남쪽 출입구 (南口)
  - 동일본 여객철도 신아키쓰역(환승역)
- 북쪽 출입구 (北口)
  - 메이지 약과대학

## 역사
- 1917년 12월 12일 : 개업
- 1990년 12월 23일 : 북쪽 출입구 개설
- 2005년 9월 1일 ~ 2006년 3월 6일 : 역 구내 개량 공사

## 사진

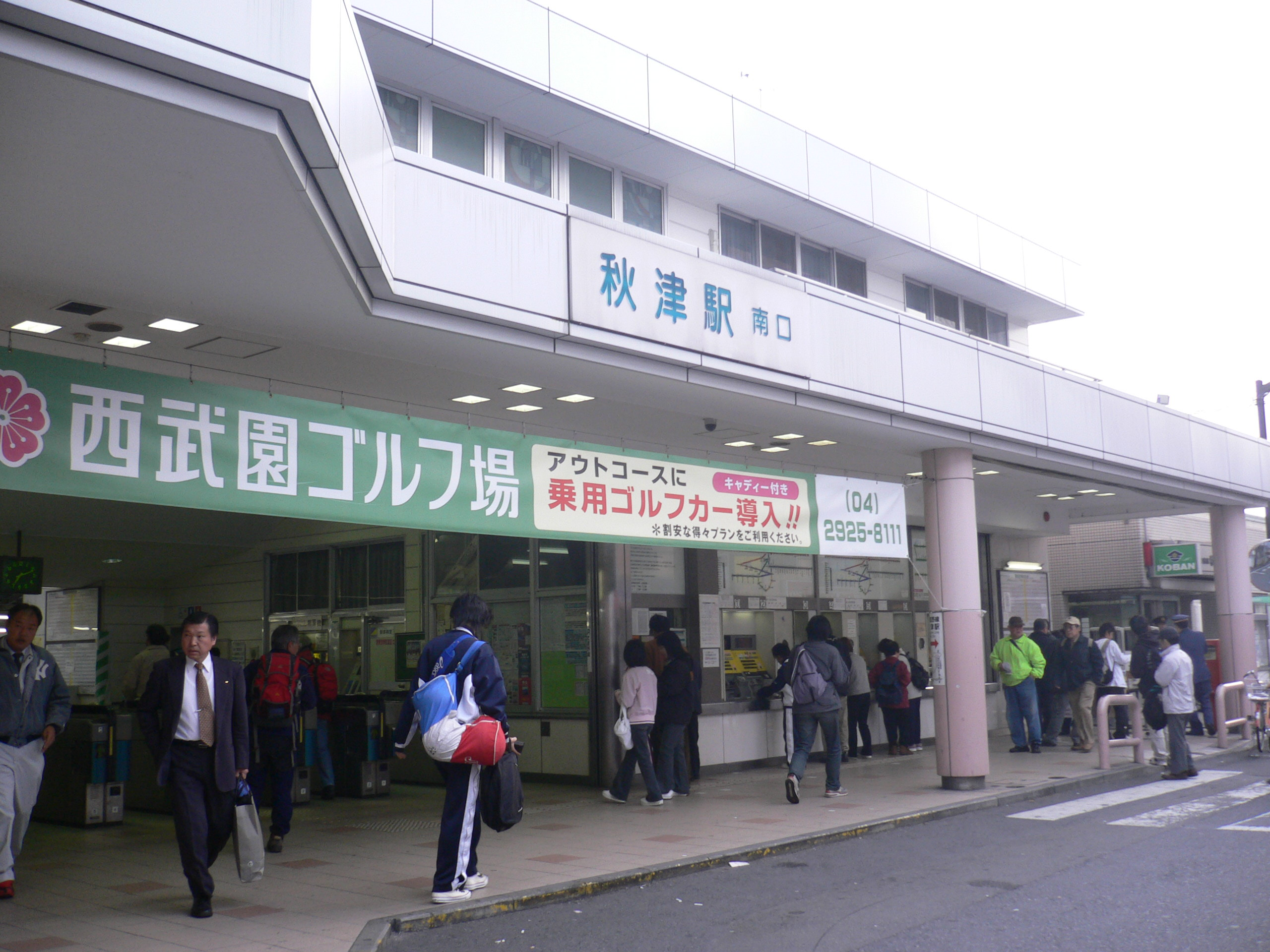
남쪽 출입구 모습
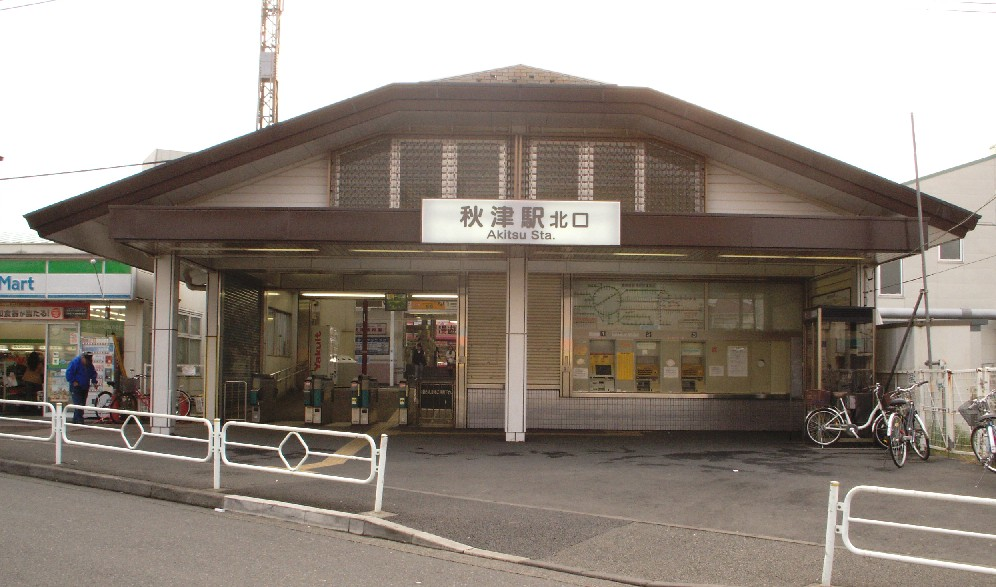
북쪽 출입구 모습

## 같이 보기
- 아키쓰역 (히로시마현)

| 세이부 철도■이케부쿠로 선                        | 세이부 철도■이케부쿠로 선      | 세이부 철도■이케부쿠로 선 |
| ------------------------------------------------ | ------------------------------ | ------------------------- |
| 기요세 이케부쿠로, 신키바, 시부야, 요코하마 방면 | ■쾌속, ■통근준급, ■준급, ■보통 | 도코로자와 한노 방면      |